# Ovidiopol (huyện)
Huyện Ovidiopol (tiếng Ukraina: Овідіопольський район, chuyển tự: Ovidiopols'kyi raion) là một huyện của tỉnh Odessa thuộc Ukraina. Huyện Ovidiopol có diện tích 829 km², dân số theo điều tra dân số ngày 5 tháng 12 năm 2001 là 60294 người với mật độ 73 người/km2. Trung tâm huyện nằm ở Ovidiopol.